# Henry Ian Cusick
Henry Ian Cusick, född den 17 april 1967 i Trujillo i Peru, är en brittisk skådespelare och regissör. 
Hans far är skotte och hans mor peruanska, och han växte upp i bland annat Trinidad, Tobago och Skottland. Han är bland annat känd för sin roll som Desmond Hume i tv-serien Lost. Innan sin medverkan i Lost spelade Cusick i flera teaterpjäser, däribland Shakespeares.
Cusick är gift med Annie Wood som han har tre söner tillsammans med. Han talar flytande spanska och engelska.

## Filmografi
- 1995 – Richard II
- 2002 – Possession
- 2004 – Perfect Romance
- 2005 - 2010 - Lost
- 2006 – Half Light
- 2006 – 9/Tenths
- 2006 – After the Rain
- 2007 – Hitman
- 2009 – Dead Like Me: Life After Death
- The 100

- 2019-  - MacGyver (TV-serie)
- 2012–2015 – Scandal (TV-serie)